# Askö
Askö este o arie protejată (arie specială de conservare — SAC, sit de importanță comunitară — SCI) din Suedia întinsă pe o suprafață de 1.526 ha, integral pe uscat.

## Localizare
Centrul sitului Askö este situat la coordonatele 58°48′55″N 17°39′13″E / 58.8152°N 17.6537°E.

## Înființare
Situl Askö a fost declarat sit de importanță comunitară în iunie 2001 pentru a proteja un număr necunoscut de specii din flora spontană și fauna sălbatică aflate în arealul zonei. Situl a fost protejat și ca arie specială de conservare în martie 2011.

## Biodiversitate
Situată în ecoregiunile boreală și marină baltică, aria protejată conține 15 habitate naturale: Terase mlăștinoase și terase nisipoase neacoperite de apă la reflux, Bancuri de nisip acoperite în permanență slab de apă marină, Pajiști fino-scandinave uscate până la mezice, bogate în specii de altitudine mică, Vegetație perenă pe țărmurile stâncoase, Dune împădurite din regiunile atlantică, continentală și boreală, Pășuni de coastă din Baltica boreală, Lagune de coastă, Roci stâncoase cu vegetație pionieră de Sedo-Scleranthion sau Sedo albi-Veronicion dillenii, Insulițe și insule mici din Baltica boreală, Litoraluri nisipoase din Baltica boreală cu vegetație perenă, Recifuri, Fânețe de joasă altitudine (Alopecurus pratensis, Sanguisorba officinalis), Taiga vestică, Golfuri mici largi și golfuri puțin adânci, Pășuni din zone de pădure fino-scandinave.
La baza desemnării sitului se află un număr nedeclarat de specii protejate.